# Я — посланник
«Я — посланник» (англ. The Messenger) — роман австралийского писателя Маркуса Зузака, написанный в 2002 году. В нём рассказывается история Эда Кеннеди — 19-летнего водителя такси, который был избран «посланником». Книга принесла своему автору премию «Children’s Book Council of Australia» как лучшая книга года (2003). В США была выпущена под названием «I Am the Messenger».

## Сюжет
Девятнадцатилетний Эд Кеннеди работает таксистом, живет в небольшой отельной квартире со своим псом по кличке Швейцар и каждую неделю играет в карты с друзьями. Недавно у Эда умер отец, после чего его и до того натянутые отношения с матерью вовсе стали отравлять ему жизнь. Юноша влюблен в свою подругу Одри, однако та не проявляет к нему никаких чувств. В общем, Эд ведет самую обыкновенную, скучную, никчемную жизнь. Но однажды судьба дает Эду шанс изменить свою жизнь.
Во время визита в банк юноша случайно срывает грабеж. Ведущие городские СМИ тут же провозглащают его героем. Этой же ночью в почтовом ящике Эд находит небольшой конверт без обратного адреса, внутри которого находится бубновый туз с написанными на нем тремя адресами и временем напротив каждого. Съездив по всем адресам юноша осознает, что люди, живущие по каждому из них, нуждаются в помощи. Так начинается миссия посланника…

## Композиция романа
Роман разделен на 5 частей, каждой из которых соответствует своя карта, на которой написано послание.
- Послание первое — бубновый туз
- Камни твоего дома — трефовый туз
- Испытание для Эда Кеннеди — пиковый туз
- Музыка сердец — червонный туз
- Джокер — джокер

## Главные герои
- Эд Кеннеди
- Одри — таксистка, друг Эда и его тайная любовь. Хорошая и добрая девушка. Есть парень — Саймон.
- Марв — друг Эда. Очень скуп и бестактен. Обладатель «убогого рыдвана» — старого форда.
- Ричи — друг Эда. Безработный и не имеющий целей в жизни юноша.
- Швейцар — пес и лучший друг Эда.
- Бев Кеннеди — мама Эда.